# Sông Branco

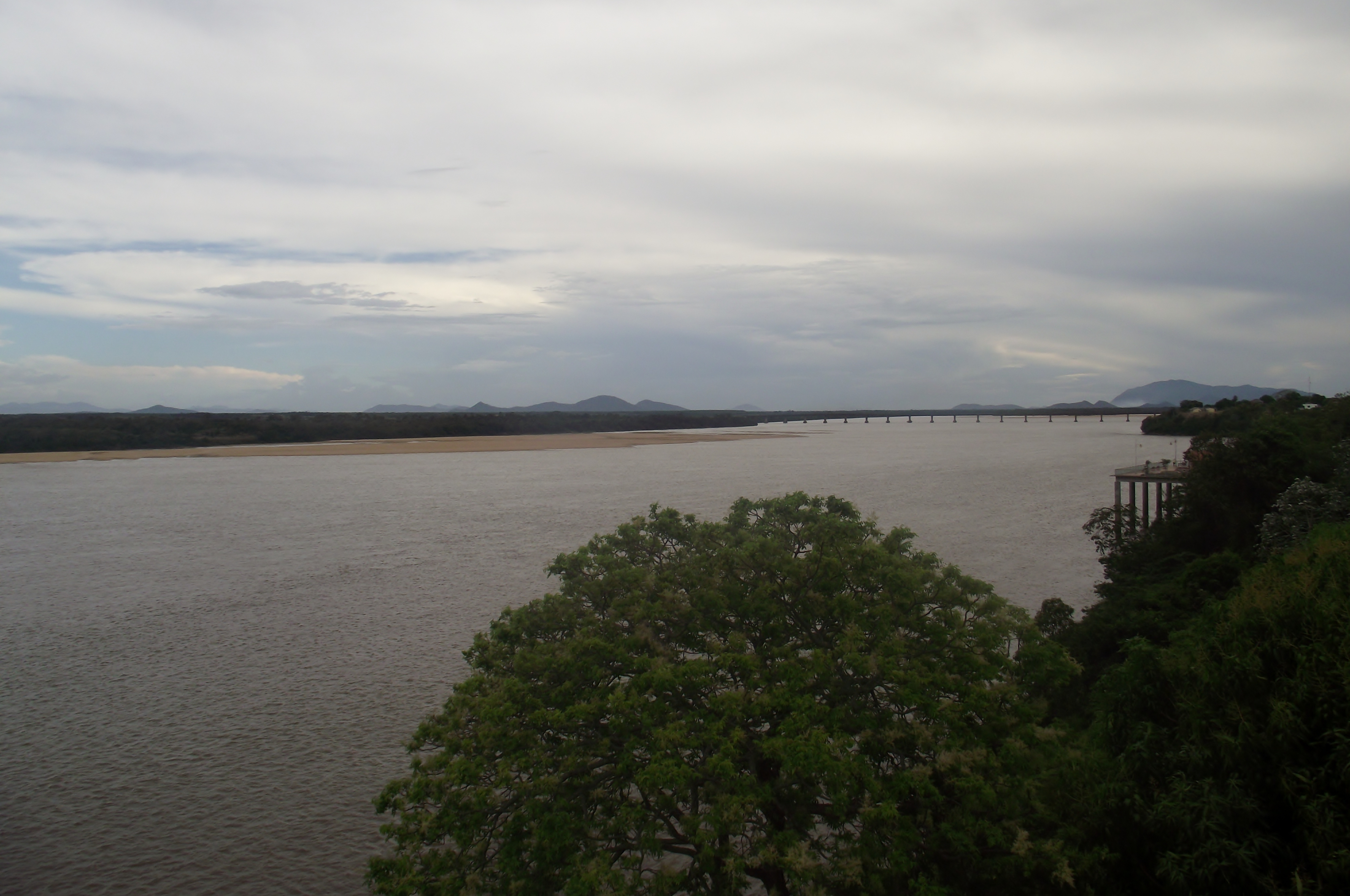
Sông Branco và cầu Macuxi dài 1,2 km, tại thành phố Boa Vista, Roraima, Brasil.

Sông Branco (nghĩa là "sông Trắng") là một chi lưu chính của Rio Negro (nghĩa là "sông Đen") ở phía bắc; sông hợp thành từ nhiều dòng suối từ dãy núi phân tách Venezuela và Guyana với Brasil. Hai chi lưu chính tại thượng nguồn của sông là Uraricoera và Takutu.
Sông Branco chảy gần như theo hướng nam và hợp lưu với Rio Negro sau khi vượt qua nhiều kênh đào và đầm phá. Sông dài 350 dặm (560 km) cho đến điểm hợp lưu Uraricoera. Trên sông có nhiều cù lao và rộng khoảng 235 dặm (378 km) tại cửa sông, trên dòng chảy của sông có nhiều thác ghềnh.